# Naomi Long

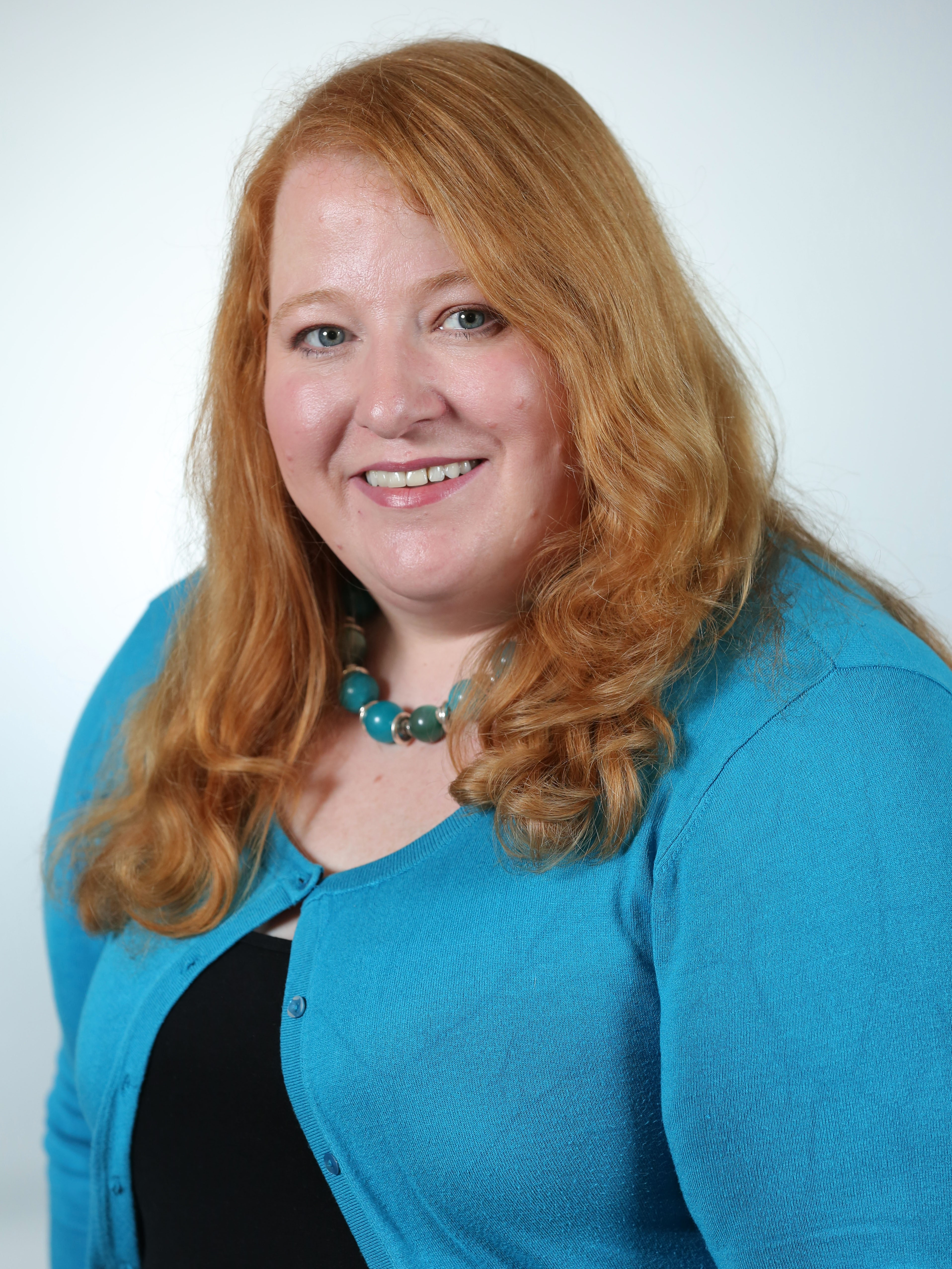
Naomi Long (2016)

Naomi Rachel Long (geb. Johnston; * 13. Dezember 1971 in Belfast, Nordirland) ist eine Politikerin der Alliance Party of Northern Ireland (Alliance) und seit dem 26. Oktober 2016 ihre Vorsitzende. Bei der Wahl zum Europäischen Parlament 2019 errang sie einen Sitz, schied dort jedoch nach dem EU-Austritt des Vereinigten Königreichs aus. In der Regierung der sechsten Nordirland-Versammlung übernahm sie die Rolle der Justizministerin.

## Ausbildung
Aufgewachsen in East Belfast besuchte sie die Bloomfield Collegiate School. Danach absolvierte sie ein Ingenieurstudium an der Queen’s University Belfast und schloss es mit einem Master ab.

## Politische Karriere
Sie kam zur Politik nach den politischen Krisen in Nordirland in den 1970er und 1980er Jahren. Ihr erstes Amt übernahm sie, als sie im Jahr 2001 in den Stadtrat von Belfast gewählt wurde. Bei der Wahl zur Nordirland-Versammlung 2003 erhielt sie für die Alliance-Party einen Sitz in Belfast East. Im Jahr 2009 wurde sie für zwei Jahre zur Oberbürgermeisterin von Belfast gewählt. Bei der britischen Unterhauswahl 2010 schlug sie den Ersten Minister für Nordirland, Peter Robinson, im Wahlkreis East Belfast, den Robinson 31 Jahre lang gehalten hatte. Während der Flaggen-Proteste zwischen 2012 und 2014 und nach der Entscheidung, die Britische Flagge nur noch an bestimmten und nicht mehr an allen Tagen über dem Rathaus von Belfast zu hissen, wurde sie von Unionisten bedroht.
Den Sitz im britischen Parlament verlor sie bei der britischen Unterhauswahl 2015 an den DUP-Kandidaten Gavin Robinson, nachdem dieser eine Wahlabsprache mit der UUP getroffen hatte. Bei der Wahl zur Nordirland-Versammlung 2016 zog sie wieder in die Nordirland-Versammlung ein. Am 26. Oktober 2016 wurde sie Nachfolgerin von David Ford an der Spitze der Alliance-Party. Ihren Sitz verteidigte sie bei der Wahl zur Nordirland-Versammlung 2017. Bei der Wahl zum Europäischen Parlament 2019 wurde sie mit einer klaren Aussage gegen den Brexit ins Europäische Parlament gewählt. Den Sitz musste sie nach dem Vollzug des Brexits wieder aufgeben und kehrte in die Nordirland-Versammlung zurück. Im Januar 2020 übernahm sie das Amt der Justizministerin in Nordirland. Dort setzte sie sich für Gesetze gegen häusliche Gewalt und gegen die Finanzierung der Paramilitärs ein. Bei der Wahl zur Nordirland-Versammlung 2022 hatte die Partei unter ihrer Führung die Sitzanzahl mehr als verdoppelt.

## Privates
Long ist verheiratet mit Michael Long, der Ratsmitglied der Alliance-Party in Belfast ist. Sie leidet seit ihrer Jugend an Endometriose und wurde deswegen im Jahr 2017 operiert.